# 深川の雪

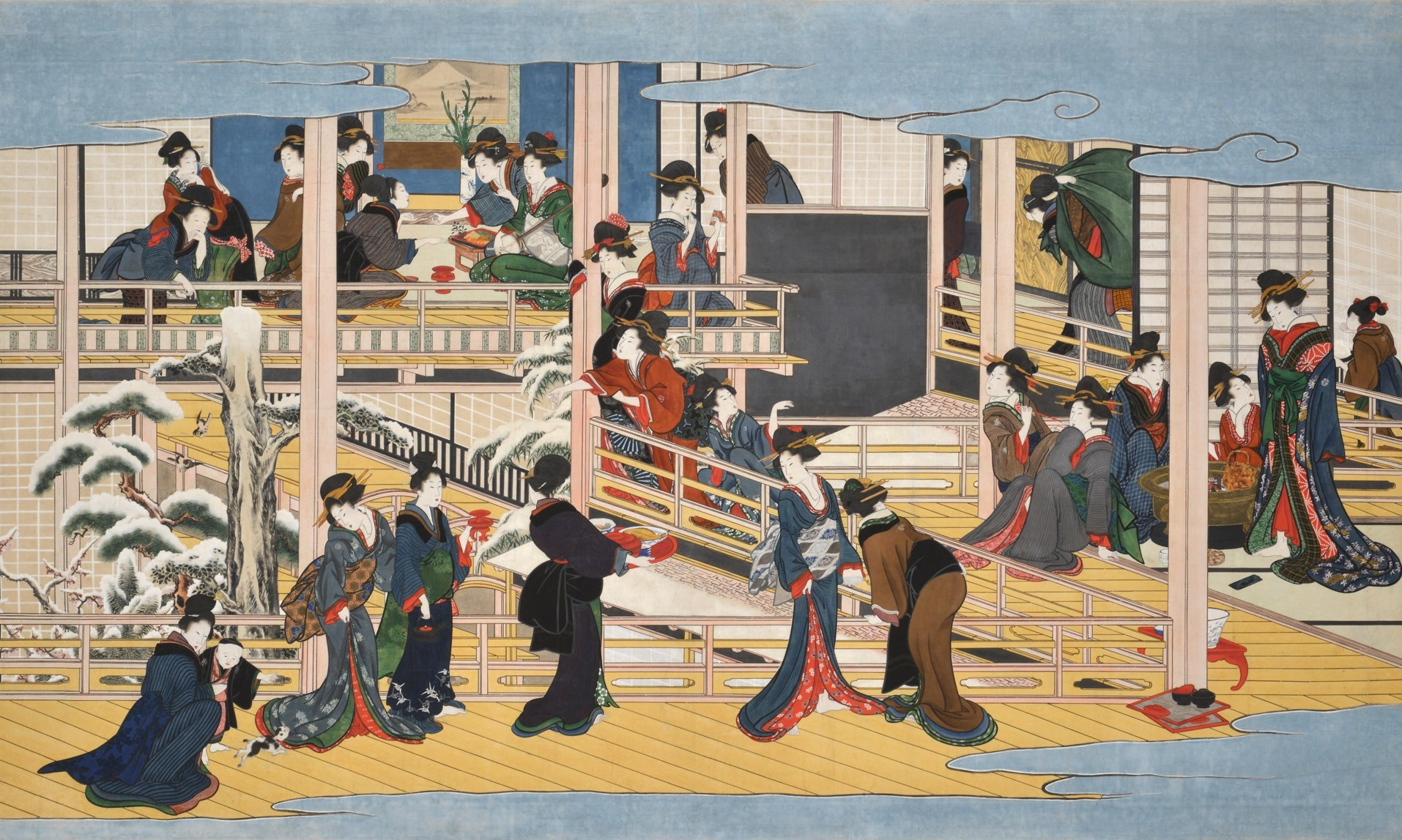

深川の雪（ふかがわのゆき）は、江戸時代の浮世絵師・喜多川歌麿が晩年描いたとされる浮世絵。肉筆の掛軸画で、寸法は縦198.9cm×横341.1cmと浮世絵史上最大。江戸・深川の料理茶屋の2階座敷で辰巳芸者（たつみげいしゃ）や、支度をする女性たちに幼い男の子1人を含む総勢27名が描かれている。享和2年から文化3年（1802-06年）頃、下野国栃木の豪商であった善野伊兵衛の依頼で描かれたと伝えられる。現在は岡田美術館所蔵。落款が欠けていることなどから一部で真贋論争が燻っている。

## 歌麿「雪月花」三部作のひとつ
「品川の月」（所蔵：米国・フリーア美術館）、「吉原の花」（所蔵：米国・ワズワース・アセーニアム美術館）との、「雪月花」三部作といわれている。「品川の月」が天明8年（1788年）頃、「吉原の花」が寛政3,4年（1791-92年）頃、「品川の月」が享和から没年にかけて（1801-06年）と制作時期が大きく隔たる。また大きさも不統一で、後の作品のほうが大きい。当初から三部作の構想があったか不審だが、「品川の月」上部やや右の画中座敷の欄間に掲げられた書額に、大田南畝による「てる月の鏡をぬいて樽まくら 雪もこんこん 花もさけさけ」と、雪月花を予告する狂歌が記されている。三部作を栃木で描いたか、江戸で描いて送ったかについては不明だが、これほど大きな絵を江戸から送るのは負担がかかり、栃木に歌麿の作品が複数伝わることから、前者の可能性が高い。
存在が確認できる最古の記録は、明治12年（1879年）栃木の定願寺で開かれた展示会の小冊子で、そこに「雪月花図紙本大物 三幅対 善野氏蔵」とある。「善野氏」とは呉服太物商「釜伊」の釜屋伊兵衛とされるが、栃木市には他にも本家の「釜喜」（質屋・醤油屋）と「釜佐」（質屋）とを加えた三家の善野家があったといい、あるいは三家とも三部作の制作に関わっていたとも考えられる。実際、「品川の月」前景右から2人目の女性と「深川の雪」前景左から3人目の女性に、善野家共通の家紋である九枚笹の紋がある。栃木と歌麿を結びつけたのは、歌麿と狂歌を通じて繋がりのある通用亭徳成（釜喜四代目善野喜兵衛、1768-1856）が尽力したと推定されており、三部作の制作にも関与したと考えられる。釜喜８代目の善野喜平（1885-1942）によると、通用亭徳成が歌麿を栃木に招いた際に画会を開いたが失敗し、歌麿の落胆に同情した「釜伊」初代の善野伊兵衛(1757-1824)がこの大作を依頼したという。
三作とも落款・印章が無いのが大きな謎とされるが、これは善野家をはじめとする栃木の有力者が複数スポンサーとして関係し、町の共有物に近い扱いだったと想定される。祭礼など共同体にとって特別な行事の折に寺社などの広い空間で公開されたとすると、作者の明記はかえって邪魔ともとれるからである。
描かれているのが深川だと判断できるのは、画面上部右の前屈みで大きな袋を担いだ女性の存在である。これは遊女として呼ばれた芸者のために、客と過ごす閨の寝具を抱主の置屋（深川では「子供屋」）から料亭に運ぶ「通い夜具」を表しており、当時の吉原や品川にはない深川独特の風習である。その前にいて振り返る女は、黒塗りの三味線箱を持つ「箱屋」である。本来は共に男性の役割だが、美人画の歌麿らしく女性として描かれている。化粧法としては、当時最先端の笹色紅がふんだんに用いられている。同時代の浮世絵版画では見かけない化粧法だが、歌麿の肉筆画には「更衣美人図」（出光美術館蔵）や「文読む美人図」（大英博物館蔵）など、同様の美人図が複数確認できる。

## 材質
紙は下から縦135.2cm+63.6cmの2枚継で、中国から輸入された最大の宣紙・丈二宣（148cmx368cm）だと推測される。なお、「品川の月」も丈二宣によると思われる上から縦25cmで継いだ2枚継、「吉原の花」は8枚継である。「吉原の花」だけ異なるのは寛政の改革による締め付けのせいで長崎から高級な宣紙を求めるのが難しかったとも考えられる。しかし、8枚継ではあっても、縦57cm余、横130cmほどの舶来品を用いており、栃木の人々が歌麿のために高価な舶来品で報いたのには変わりない。使われている絵の具の特徴としては、青に花紺青（スマルト）が用いられているのが挙げられる。花紺青は輸入品のため入手困難で、紺青などの新しい絵の具が安価になると1820年代以降になると用いられなくなり、歌麿の活動時期と矛盾しない。賦彩の特徴としては、障子紙の一部を除いて、画面全体に下地層として胡粉が塗られており、胡粉などの顔料を嫌う紙魚の虫害を防ぐ役割をしている。赤外線写真で下書きを確認すると、完成品と殆ど変更がない。また、伝統的な日本画では下書き線の上に色を塗った後、再度最終的な輪郭線を描き起こすが、「深川の雪」では、下書きと完成画に殆どズレがなく、歌麿が晩年になっても高い画力・技量を持っていたのが確認できる。

## 行方不明から発見まで
栃木から離れた「深川の雪」は、「吉原の花」と共にパリの美術商ジークフリード（サミュエル）・ビングが所蔵する。その後、パリに店を構えていた日本人浮世絵商の青山三郎から収集家・長瀬武郎（花王の創業者長瀬富郎の子）が譲り受け、昭和14年（1939年）持ち帰った。青山の店には「吉原の花」もあったが、長瀬は花より雪のほうが構図に富み、さまざまな女の所作が楽しいという理由で雪を選んだという。
その後長瀬の手を離れ、戦後の昭和23年（1948年）4月15日から銀座松坂屋で開催されていた「第二回浮世絵名作展覧会」、更に昭和27年（1952年）同じく銀座松坂屋で行われた「歌麿生誕二百年祭 浮世絵大展覧会」に展示されていたが、その後所在が分からなくなった。
2012年に現所有者岡田和生の旧友で古美術商の寺元晴一郎が日本国内で発見し、寺元と古美術店壺中居に約10億円が岡田から代金として支払われ、寺元は岡田美術館開館と同時に副館長に就任した。現在は画面上の汚れを取り傷んだ表装を改めるなど最小限の保存修復を行い、岡田美術館収蔵となっている。空白の期間、何があったかは明らかにされていない。